# Spider-Man: Homecoming
Spider-Man: Homecoming je americký akční film z roku 2017, který natočil Jon Watts podle komiksů o Spider-Manovi. V titulní roli středoškoláka Petera Parkera, který jako maskovaný superhrdina musí zastavit skupinu zločinců, se představil Tom Holland, který si tuto postavu zahrál i v navazujícím filmu Spider-Man: Daleko od domova (2019). Jedná se o šestnáctý celovečerní snímek filmové série Marvel Cinematic Universe.

## Příběh
Po bitvě o New York zůstalo město poničené a zaneřáděné mimozemskými předměty a pozůstatky. Radnice najala Adriana Toomese a jeho společnost, aby New York vyčistil. Jejich práce je však náhle převzata Úřadem pro likvidaci škod (v originále Department of Damage Control, D.O.D.C.), který vznikl jako partnerství mezi Tonym Starkem a americkou vládou. Toomes se naštve, že ho takto jednoduše odstřihli od důležitých příjmů, a přiměje své zaměstnance, aby si ponechali chitaurskou technologii, kterou už sesbírali, a využili ji k vývoji a následnému prodeji vyspělých zbraní. O osm let později přivede Tony Stark Petera Parkera do týmu Avengers, kde se zapojí do jejich interního konfliktu. Mladý hoch poté dále pokračuje ve svém studiu na Midtownské střední škole, protože mu Stark řekne, že ještě není připraven na to stát se plnohodnotným Avengerem.
Peter odejde ze školního týmu pro vědomostní desetiboj, protože chce trávit více času v masce Spider-Mana a bojovat v Queensu se zločinem. Jedné noci se mu podaří zastavit vyloupení bankomatu lupiči, kteří mají Toomesovy zbraně. Následně se vrátí domů, kde jeho nejlepší kamarád Ned odhalí jeho tajnou identitu. O něco později zkříží Peter cestu Toomesovým spolupracovníkům Jacksonu Briceovi (alias Shockerovi) a Hermanu Schultzovi, kteří chtějí prodat zbraně místnímu zlodějíčkovi Aaronu Davisovi. Po nevydařené akci je chlapec chycen Toomesem, který si postavil supí exoskelet s křídly, a odhodí jej do jezera. Spider-Manův oblek má zabudovaný padák, Peter se však zaplete do jeho lan a ve vodě se málem utopí. S pomocí dálkově ovládaného obleku Iron Mana jej ale zachrání Tony Stark, který monitoruje funkce Peterova obleku, jenž mu dal. Také jej varuje, aby se už dále nezaplétal s kriminálníky. Toomes se na své základně naštve a jednou ze svých zbraní nechtěně zabije Brice, takže novým Shockerem se stane Schultz.
Zbraň, kterou na místě obchodu nechal Brice, začnou Peter a Ned zkoumat a vyjmou z ní energetické jádro. Signál sledovacího zařízení, jež chlapec tajně umístil na prodejce zbraní, ukáže, že Schultz míří do Marylandu, proto se Peter opětovně přidá k týmu pro vědomostní desetiboji, který míří do Washingtonu, aby se zúčastnil celonárodního finále. Oba chlapci společnými silami vyřadí z provozu sledovací zařízení na Spider-Manově obleku (které tam vložil Stark) a odblokují pokročilé funkce obleku. Peter zjistí, že Toomes se chystá ukradnout zbraně z konvoje D.O.D.C. Pokusí se ho zastavit, ale uvízne uvnitř kontejneru, čímž propásne finále desetiboje. Zjistí ale, že energetické jádro, které nyní má Ned, je nestabilní chitaurský granát. Poté, co se dostane ze skladu D.O.D.C., spěchá co nejrychleji k Washingtonovu monumentu, jádro ale exploduje a uvězní Neda a jejich kamarády ve výtahu uvnitř památníku. Maskovaný Peter své přátele a spolužáky, včetně čtvrťačky Liz, do které je zamilovaný, zachrání. Po návratu do New Yorku najde Parker Davise, protože chce zjistit, kde by mohl Toomes být. Ten mu poradí a Peter na palubě přívozu Staten Island Ferry zadrží Toomesova nového kupce Maca Gargana. Sám Toomes ale uteče a navíc rozbitá mimozemská zbraň roztrhne loď vedví. Tony Stark coby Iron Man pomůže mladému chlapci a zachrání cestující, nicméně Spider-Manův oblek si vezme zpět, protože nepovažuje Petera za natolik vyspělého, aby ho mohl nosit.
Peter Parker se vrátí do běžného středoškolského života, a nakonec požádá Liz, aby s ním šla na školní ples. Když ji před akcí vyzvedává, zjistí, že Adrian Toomes je Lizin otec. Ten si díky rozhovoru domyslí Peterovu tajnou identitu a začne mu vyhrožovat odplatou, jestliže se znovu zaplete do jeho plánů. Během plesu si chlapec uvědomí, že Toomes chce unést letadlo D.O.D.C., které převáží zbraně z Avengers Tower do nové základny týmu. Peter si vezme svůj starý, doma ušitý oblek Spider-Mana a zamíří do opuštěného skladiště, kde má Toomes své doupě. Nejprve jej přepadne Schultz, ale s Nedovou pomocí ho porazí. Ve skladišti se střetne s Liziným otcem, ten ale nechá zničit sloupy a Petera tak zavalí konstrukce budovy. Parker se dokáže nakonec vyprostit ven a snaží se dostihnout letadlo, které ve vzduchu vykrádá Toomes. Chlapec navede letoun na pláž u Coney Islandu, kde havaruje. Na zemi pokračuje v souboji s Toomesem, který skončí Peterovou záchranou protivníka poté, co Vultureův oblek exploduje. Chlapec jej nakonec společně s nákladem z letadla přenechá policii. Po otcově zatčení se Liz přestěhuje pryč z New Yorku. Peter odmítne pozvání Tonyho Starka, aby se připojil k Avengers jako plnoprávný člen, Stark však Parkerovi moderní oblek vrátí. Při jeho oblékání v pokoji doma v bytě chlapce jej ale spatří teta May.
Ve vězení se Toomes setká s Garganem, který tu taky sedí. Gargan mu řekne, že slyšel, že Toomes zná Spider-Manovu skutečnou identitu, Lizin otec to však popře. Kapitán Amerika v motivačním videu sdělí divákům, že nejdůležitější vlastností je trpělivost.

## Obsazení

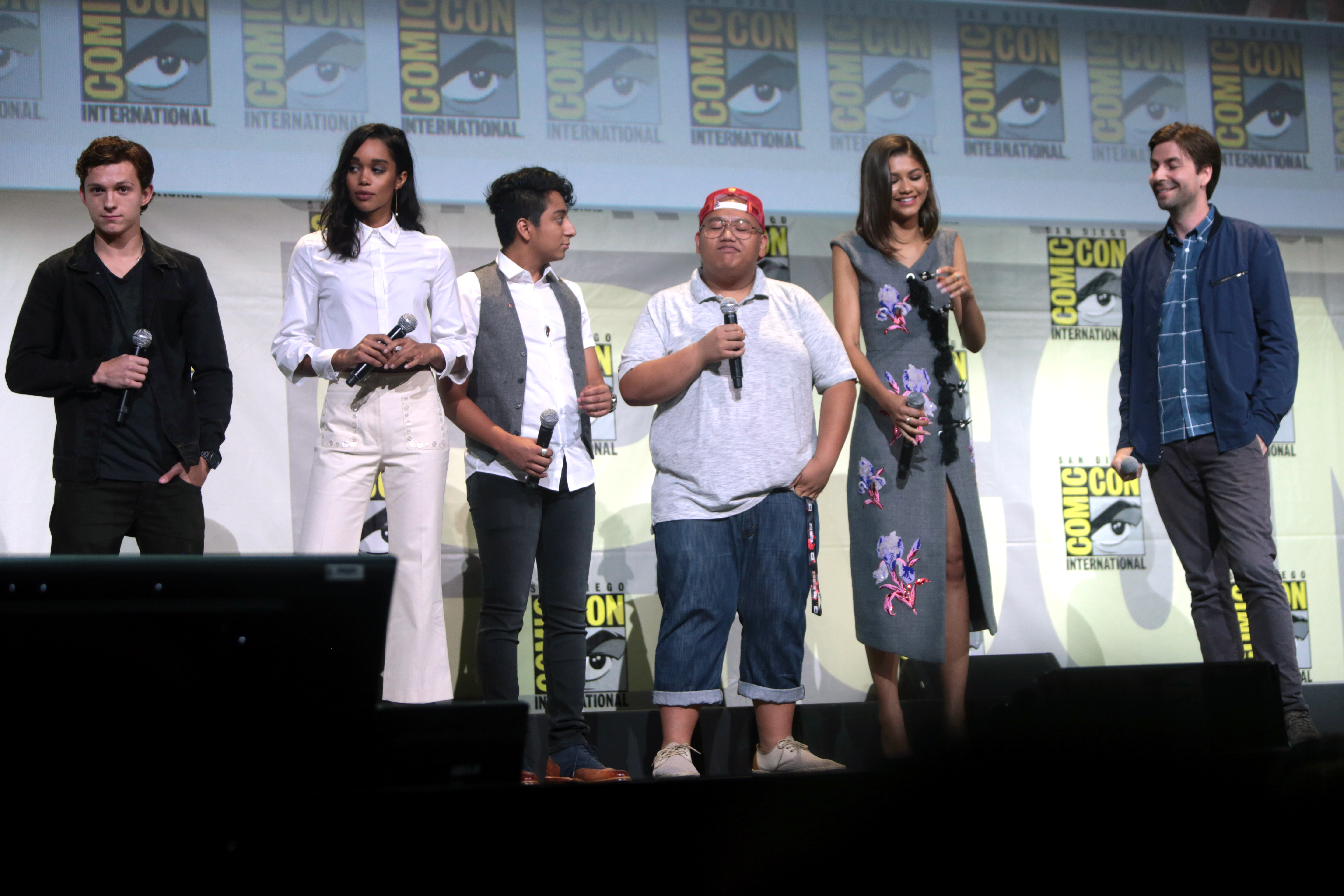
Herci propagující film na Comic-Conu v San Diegu v roce 2016. Zleva: Tom Holland, Laura Harrierová, Tony Revolori, Jacob Batalon, Zendaya, režisér Jon Watts

- Tom Holland (český dabing: Adam Mišík) jako Peter Parker / Spider-Man
- Michael Keaton (český dabing: Otakar Brousek mladší) jako Adrian Toomes / Vulture
- Jon Favreau (český dabing: Tomáš Racek) jako Happy Hogan
- Robert Downey Jr. (český dabing: Aleš Procházka) jako Tony Stark / Iron Man
- Gwyneth Paltrowová (český dabing: Simona Vrbická) jako Virginia „Pepper“ Pottsová
- Zendaya (český dabing: Eva Josefíková) jako Michelle „MJ“
- Marisa Tomeiová (český dabing: Miroslava Pleštilová) jako May Parkerová
- Jacob Batalon (český dabing: Roman Hajlich) jako Ned Leeds
- Laura Harrierová (český dabing: Malvína Pachlová) jako Liz Toomesová
- Tony Revolori (český dabing: Matouš Ruml) jako Flash Thompson
- Bokeem Woodbine (český dabing: Ondřej Kavan) jako Herman Schultz / Shocker
- Donald Glover (český dabing: Dan Margolius) jako Aaron Davis
- Tyne Dalyová (český dabing: ?) jako Anne Marie Hoagová
- Abraham Attah (český dabing: Robin Pařík) jako Abe
- Hannibal Buress (český dabing: ?) jako trenér Wilson
- Kenneth Choi (český dabing: ?) jako ředitel Morita
- Selenis Leyva (český dabing: Zuzana Skalická) jako paní Warrenová
- Angourie Riceová (český dabing: Patricie Soukupová) jako Betty Brantová
- Martin Starr (český dabing: Daniel Bambas) jako pan Harrington
- Garcelle Beauvaisová (český dabing: Vanda Károlyi-Konečná) jako Doris Toomesová
- Michael Chernus (český dabing: Ladislav Hampl) jako Phineas Mason / Tinkerer
- Michael Mando (český dabing: Jakub Saic) jako Mac Gargan
- Logan Marshall-Green (český dabing: Jiří Krejčí) jako Jackson Brice / Shocker

V dalších rolích se představili také Kerry Condonová (hlas F.R.I.D.A.Y.), Jennifer Connellyová (hlas Karen) a Chris Evans (Steve Rogers / Kapitán Amerika). V cameo rolích se ve filmu objevili i Kirk Thatcher (pankáč) a Stan Lee (Gary).

## Produkce

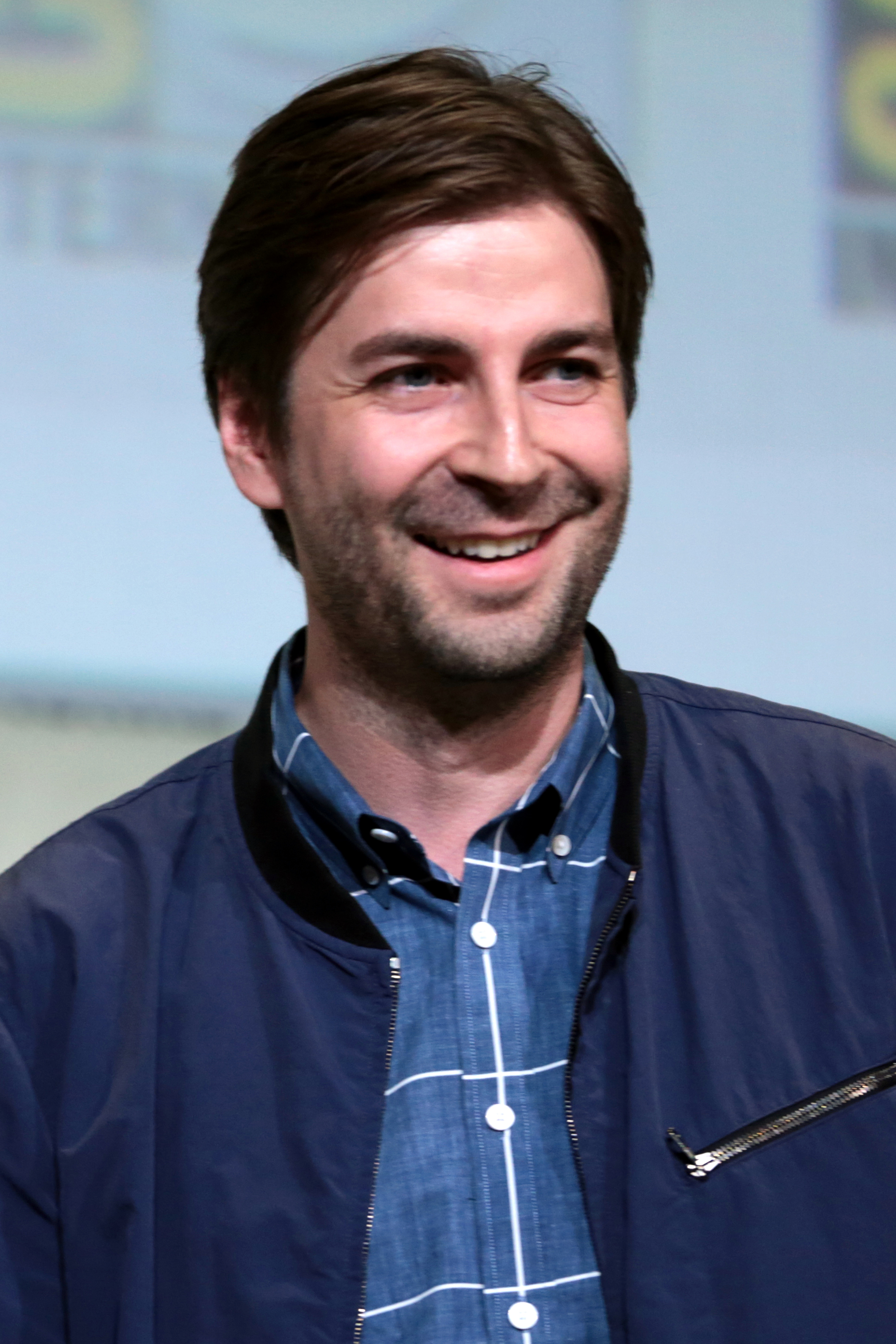
Režisér filmu Jon Watts

Po neúspěchu snímku Amazing Spider-Man 2 (2014) chtělo Sony Pictures Entertainment vytvořit novou spider-manovskou trilogii, kterou mělo produkovat Marvel Studios. Na jaře 2015 oznámily společnosti Sony Pictures a Marvel Studios, že vznikne nový snímek o Spider-Manovi, který bude produkovat Kevin Feige a Amy Pascalová a který bude součástí série Marvel Cinematic Universe (MCU). Postava Pavoučího muže, na kterou drží práva Sony, se také měla ještě před samostatným filmem objevit i v jednom dalším filmu MCU, který byl později upřesněn jako Captain America: Občanská válka. Obě studia se dohodla na možnosti začlenit postavy MCU do případných budoucích spider-manovských filmů, které by Sony Pictures dále financovalo, distribuovalo a mělo nad nimi finální kreativní kontrolu.
Během první poloviny roku 2015 probíhalo hledání představitele Spider-Mana i režiséra snímku. V červnu toho roku bylo oznámeno, že roli získal Tom Holland, zatímco film natočí Jon Watts. Watts se v následujících týdnech účastnil i natáčení Spider-Manových scén pro Občanskou válku. Během července byli oznámeni scenáristé filmu, kterými se stala dvojice Jonathan Goldstein a John Francis Daley. Oba se chtěli vyhnout jakékoliv podobě s předchozími pěti spider-manovskými filmy, takže se místo na původ tohoto superhrdiny zaměřili na středoškolský život Petera Parkera.
Původní datum uvedení do kin, 28. července 2017, bylo počátkem roku 2016 posunuto na 7. červenec 2017. Během března 2016 byly do svých rolí obsazeny Zendaya a Marisa Tomeiová, v dubnu byl oznámen titul filmu Spider-Man: Homecoming. Své role tehdy získali také Tony Revolori a Laura Harrierová, prozrazena byla také účast Roberta Downeyho Jr. coby Tonyho Starka. Casting probíhal i během léta, tedy po začátku natáčení. Na Comic-Conu v San Diegu oznámil Marvel, mimo jiné, také obsazení Michael Keatona a Jacoba Batalona. Zároveň byl rozšířen tým scenáristů o režiséra Jona Wattse, Christophera Forda, Chrise McKennu a Erika Sommerse.
Natáčení snímku s rozpočtem 175 milionů dolarů probíhalo v Pinewood Atlanta Studios v Georgii od poloviny června do konce září 2016. Filmaři během té doby využili také lokace v Atlantě (včetně centra města). V říjnu 2016 pak produkce pokračovala v New Yorku, následně byly točeny doplňkové záběry v Berlíně a točilo se i v Los Angeles. V březnu 2017 proběhly dotáčky.

## Vydání

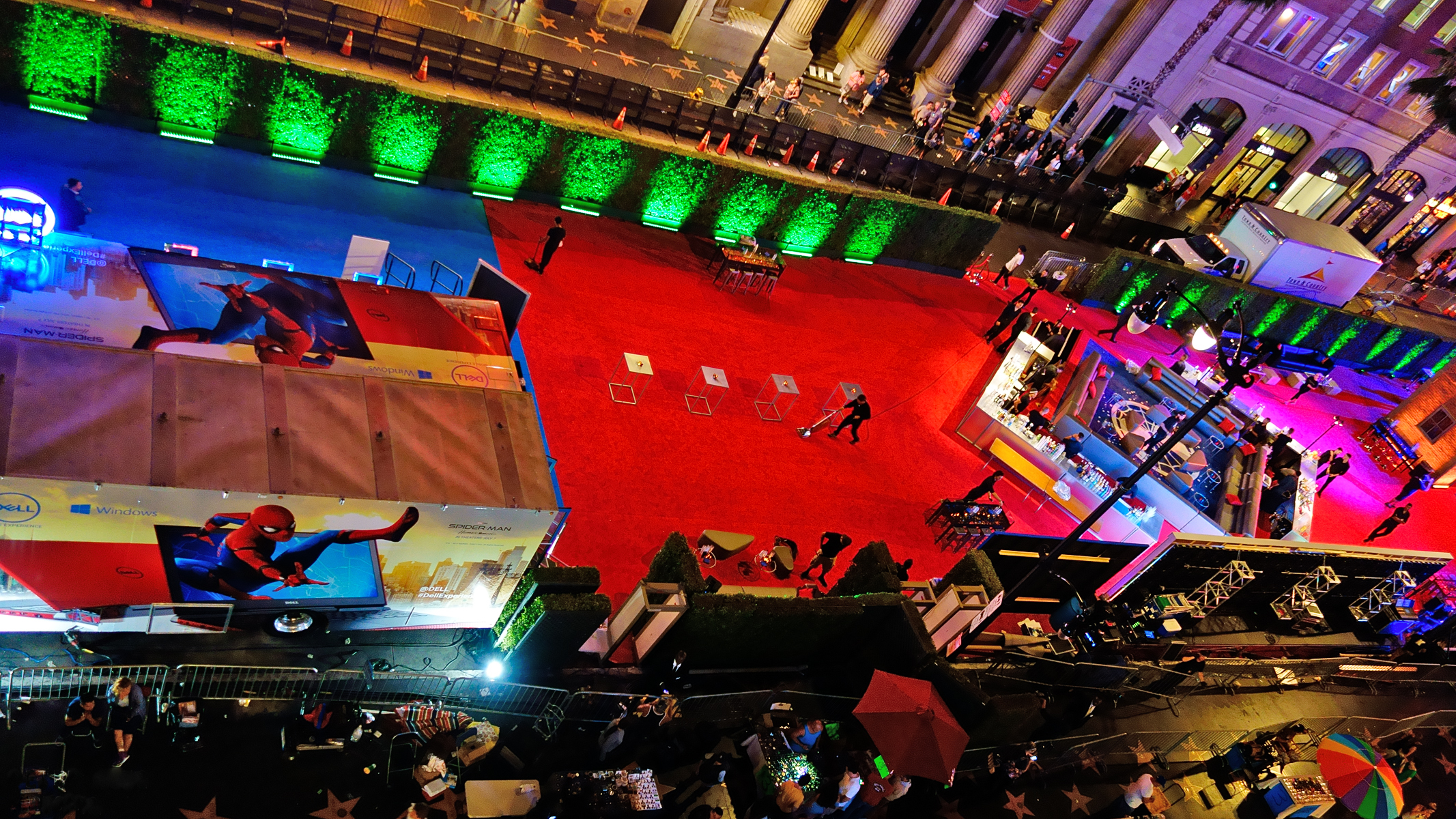
Premiéra filmu Spider-Man: Homecoming v Hollywoodu

Světová premiéra filmu Spider-Man: Homecoming proběhla v Hollywoodu 28. června 2017. Do kin byl uváděn od 5. července téhož roku, přičemž v ČR se v kinodistribuci objevil 6. července a v USA 7. července 2017.

## Přijetí

### Tržby
V Severní Americe, kde byl promítán v 4348 kinech, utržil snímek 334 201 140 dolarů, v ostatních zemích dalších 545 965 784 dolarů. Celosvětové tržby tak dosáhly 880 166 924 dolarů. Během úvodního víkendu utržil v Severní Americe přes 117 milionů dolarů.
V České republice byl film uveden distribuční společností Falcon ve 135 kinech. Za první víkend snímek utržil 7,6 milionů korun při návštěvnosti 50 452 diváků, celkově 28,0 milionů korun při návštěvnosti 189 712 diváků.

### Filmová kritika
Server Kinobox.cz na základě vyhodnocení 16 recenzí z českých internetových stránek ohodnotil film Spider-Man: Homecoming 76 %. Server Rotten Tomatoes udělil snímku známku 7,7/10 a to na základě 317 recenzí (z toho 293 jich bylo spokojených, tj. 92 %). Od serveru Metacritic získal film, podle 51 recenzí, celkem 73 ze 100 bodů.

### Ocenění
Snímek získal jednu žánrovou cenu Saturn a na další tři byl nominován.

### Navazující filmy
Díky komerčnímu úspěchu snímku byl v roce 2019 uveden do kin filmový sequel Spider-Man: Daleko od domova, který je rovněž součástí série Marvel Cinematic Universe (MCU). Postava Spider-Mana se v podání Toma Hollanda objevila i v některých dalších snímcích MCU.